# 藤井省三
藤井省三（日语：／ Fuji Shozo，1952年11月15日—）是日本的中國文學、台灣文學研究者，東京大學文學部、同大學大學院人文社會系研究科教授、日本學術會議會員。
東京都出身，1991年以《魯迅文学之形成與日中俄三國之近代文化》（「魯迅文学の形成と日中露三国の近代文化」）論文成為東京大學文學博士。

## 略歷
- 東京都立日比谷高等學校卒業
- 東京大學文學部卒業（中國語中國文學專攻，1976年）
- 中國復旦大學留學（1979年－1980年）
- 東京大學大學院人文科學研究科中國語中國文學專門課程博士課程單位取得滿期退學（1982年3月）
- 東京大學文學部助手（1982年4月－1985年）
- 櫻美林大學文學部助教授（1985年－1988年）
- 東京大學文學部助教授（1988年－1994年）
- 東京大學文學部教授（1994年－）
- 東京大學大學院人文社會系研究科教授（1995年－）

## 簡介
教學研究以20世紀的漢語文化圈文學與電影為主。
他喜愛和推重李昂的作品，研究方向還包括魯迅、胡適、莫言、鄭義、高行健，香港作家·詩人也斯、小說家李碧華，東南亞漢語文學（南洋華僑文学），百年來日本與漢語世界的文化交流等項目。

## 著書
- 《台灣文學這一百年》（『台湾文学この百年』，漢語版學生張季琳譯）
- 《魯迅〈故鄉〉閱讀史》（『魯迅「故郷」の読書史』，漢語版學生董炳月譯）
- 《村上春樹心底的中國》（『村上春樹のなかの中国』，漢語版張明敏 (日本語)譯）
- 《俄羅斯的影 夏目漱石與魯迅》（『ロシアの影 夏目漱石と魯迅』 平凡社選書）
- 《魯迅〈故鄉〉的風景》（『（『魯迅「故郷」の風景』 平凡社選書）
- 《愛羅先珂的都市故事 1920年代 東京·上海·北京》（『ワシリー・エロシェンコ|エロシェンコの都市物語 1920年代 東京・上海・北京 』みすず書房
- 《中國文學百年》（『中国文学この百年』 新潮選書）
- 《東京外語支那語部 交流與侵略之間》（『東京外語支那語部 交流と侵略のはざまで』 朝日選書）
- 《現代中國的輪廓》（『現代中国の輪郭』 自由国民社）
- 《中國電影閱讀》（『中国映画を読む本』 朝日新聞社）
- 《百年的中國人》（『百年の中国人』 朝日新聞社）
- 《魯迅事典》（三省堂）
- 《中國電影 百年描繪、百年閱讀》（『中国映画　百年を描く、百年を読む』岩波書店）
- 《現代中國文化探檢——四個都市的故事》（『現代中国文化探検ーー四つの都市の物語』岩波新書）
- 《新·魯迅的推介》（『新・魯迅のすすめ』 日本放送出版協会 NHK人間講座）
- 《中國見聞150年》（『中国見聞一五〇年』NHK生活人新書）
- 《魯迅 東亞活生生的文學》（『魯迅　東アジアを生きる文学』岩波新書）
- 《中國語圈文學史》（『中国語圏文学史』東京大学出版会）

## 主編
- 《台灣的大東亞戰爭》（黃英哲、垂水千惠合編，『台湾の「大東亜戦争」』東京大学出版会）
- 《20世紀的中國文學》（『20世紀の中国文学』 放送大学教育振興会）

## 合著
- 《新的中國文學史》（大木康合著，『新しい中国文学史』ミネルヴァ書房）
- 《世界讀村上春樹》（柴田元幸・沼野充義・四方田犬彦合著，『世界は村上春樹をどう読むか』 文藝春秋）

## 漢語文學日本語譯

### 魯迅作品
- 《故鄉、阿Q正傳》（『故郷/阿Q正伝』 光文社古典新訳文庫）
- 《在酒樓上、奔月》（『酒楼にて/奔月』 光文社古典新訳文庫）

### 羅信耀作品
- 《北京風俗大全 城牆與胡同的市民生活誌》（『北京風俗大全 城壁と胡同の市民生活誌』 平凡社）

### 莫言作品

#### 短篇集
- 《從中國的村來 莫言短篇集》 （長堀祐造合譯，『中国の村から 莫言短篇集』 JICC出版局）
- 《懷抱鮮花的女人》（『花束を抱く女』JICC出版局）

#### 長篇
- 《酒國》（『酒国 特捜検事丁鈎児の冒険』岩波書店）

### 鄭義作品
- 《老井》（『古井戸』 JICC出版局）
- 《歷史的一部分 永遠寄不出的十一封信》（加藤 三由紀、桜庭 ゆみ子共訳 『中国の地の底で』朝日新聞社）
- 《神樹》（『神樹』 朝日新聞社）

### 合集
- 《笑的共和國 中國幽默文學傑作選》（『笑いの共和国 中国ユーモア文学傑作選』白水社）
- 《現代中國短篇集》（『現代中国短編集』 平凡社）

### 董啓章作品
- 《地圖集》（中島京子共訳 『地図集』 河出書房新社）

### 施叔青作品
- 《維多利亞俱樂部》（『ヴィクトリア倶楽部』国書刊行会）

### 李昂作品
- 《殺夫》（『夫殺し』 宝島社）
- 《迷園》（監譯，桜庭 ゆみ子翻訳 『迷いの園』国書刊行会）
- 《自傳の小說》（『自伝の小説』国書刊行会）

## 影響
東京大學文學部（日本語稱學院為學部）戰後自行培養的中國語文學博士藤井，是現在東京大學文學部中國語中國文學研究室資深的正教授級別近現代（19世紀末到20世紀以來）漢語文學教員，東大文學部中國語中國文學專攻和人文社會系研究科在讀和近年完成學業的以近現代中國文學、台灣文學為研究方向的中國語學博士生都是藤井的門下弟子。
1994年諾貝爾文學獎日本獲得者大江健三郎在內的許多日本國民，通過藤井的日本語譯，得以閱讀和欣賞莫言、李昂、鄭義等漢語作家的文學作品。
莫言、李昂、鄭義都是大江非常推重的作家，大江收莫言為弟子，與鄭義通信。
在藤井幫助下，許金龍、陳言（北京師範大學博士，譯有大江健三郎《沖繩札記》等書）等多位中國中青年日本語文學研究者到東京大學做客座研究或博士後研究，許金龍在2007年被大江收為弟子。
大江在訪談中表達讚賞的還有白先勇、錢鍾書、鐵凝、閻連科等。
2009年10月5日傍晚大江在台北中央研究院舉行的訪台國際記者會上提到2位女性作家，就是台灣的李昂和中國作家協會主席鐵凝，說她們是「華文創作最好的兩位女作家」，男作家是美國的鄭義和法國的高行健。
2017年8月时，中国大陆自媒体曾冒称藤井省三使用“唐朝文化在日本，明朝文化在韩国，民国文化在台湾”的假说，藤井省三亲自撰文澄清。

## 台灣
他多次應邀到台灣學術訪問和講學，最新的1次是2012年2月到同年4月客座台灣台北國立台灣大學台灣文學研究所特聘白先勇文學講座教授。

## 外部連結
- 日本東京大學文學部中國語中國文學研究室藤井省三教授紹介
- 日本東京大學文學部中國語中國文學研究室教員紹介